# Brooten (Minnesota)
Pour les articles homonymes, voir Brooten.
Brooten est une ville américaine située dans le Comté de Stearns, dans le Minnesota. Selon le recensement de 2010, sa population est de 743 habitants.